# Leiderdorp

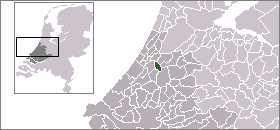
position i Zuid-Holland

Leiderdorp är en kommun i provinsen Zuid-Holland i Nederländerna. Kommunens totala area är 12,16 km² (där 0,57 km² är vatten) och invånarantalet är på 26 182 invånare (2004).

## Kända personer från Leiderdorp
- Carice van Houten, skådespelare
- Sylvia Karres, landhockeyspelare
- Noeki Klein, vattenpolospelare
- Taeke Taekema, landhockeyspelare
- Martin Verkerk, tennisspelare
- Matthijs de Ligt, fotbollsspelare